# Robert Menzies
Robert Gordon Menzies (Jeparit (Victoria), 20 december 1894 - Melbourne (Victoria), 15 mei 1978) was een Australisch politicus. Hij was van 1939 tot 1941 en van 1949 tot 1966 premier van Australië. Hij was daarmee de langst zittende minister-president van het land.

## Levensloop
Menzies groeide op als de zoon van een winkelier. Hij studeerde rechten aan de Universiteit van Melbourne en behaalde in 1916 zijn diploma. Op het moment dat de Eerste Wereldoorlog uitbrak was Menzies lid van de universiteitsmilitie, maar trad terug, terwijl jongemannen in groten getale zich opgaven om slag te leveren in Europa. Een verklaring die daarvoor in een later stadium werd gegeven was dat van de familie Menzies al twee zonen in dienst waren en dat dat offer groot genoeg was. Menzies zelf liet zich nooit uit over zijn keuze. In 1918 werd hij toegelaten tot de advocatuur en startte een eigen praktijk.

### Politieke carrière
Na tien jaar als advocaat gewerkt te hebben stelde Menzies zich verkiesbaar voor het parlement van de deelstaat Victoria. Hij was kandidaat namens de Nationalist Party of Australia. Tijdens zijn campagne bekritiseerden oorlogsveteranen hem omdat hij geen dienst had genomen in het leger. Eenmaal gekozen maakte Menzies snel carrière en was van 1932 tot 1934 vicepremier van Victoria. Daarna maakte hij de overstap naar de nationale politiek. Voor de United Australia Party, waarin zijn eigen partij was opgegaan, werd hij gekozen in het parlement van Australië. Vrijwel direct na zijn verkiezingen benoemde premier Joseph Lyons hem als minister van Justitie en minister van Industrie. Als minister van Justitie probeerde hij de Tsjecho-Slowaakse jood en communist Egon Erwin Kisch het land uit te zetten. Sommigen zagen hierin de vroege sporen van Menzies' anticommunisme dat later veel duidelijker naar voren zou komen. In augustus 1938 bezocht Menzies nazi-Duitsland en zei dat hij "bereid was Hitler het voordeel van de twijfel te geven".
Na de onverwachte dood van premier Lyons door een hartaanval volgde vicepremier Earle Page hem tijdelijk op. Menzies kon hem niet uitstaan en de twee wisselden in het openbaar beledigingen uit. Na drie weken schoof zijn eigen partij Menzies naar voren als nieuwe premier en opvolger van partijgenoot Lyons.

### Eerste termijn als premier
Direct na zijn aantreden brak er een crisis uit doordat Page weigerde onder Menzies te dienen in de regering. Page beschuldigde Menzies publiekelijk van lafheid vanwege het feit dat hij nooit in dienst was geweest tijdens de Eerste Wereldoorlog. In reactie daarop brak Menzies met de partij van Page en vormde een minderheidsregering. Page werd een paar maanden later door zijn eigen partij afgezet als partijleider.
Australië verklaarde Duitsland op 3 september 1939, in navolging van Groot-Brittannië en Frankrijk, de oorlog na de inval in Polen. Australië was tegelijkertijd kwetsbaar vanwege de Japanse dreiging uit het noorden. Als premier slaagde Menzies er niet goed in om het volk te mobiliseren. Hij kwam voor velen niet geloofwaardig over omdat hij zelf nooit dienst had genomen. Nog schadelijker voor zijn imago was zijn bezoek aan Duitsland. Met een klein verschil won hij nog wel de parlementsverkiezingen van 1940. Met steun van een aantal onafhankelijke parlementsleden behield zijn regering de meerderheid. De Labor-partij onder leiding van John Curtin weigerde het aanbod om een oorlogskabinet te vormen. Labor was er op tegen dat Australische militairen vochten in Europa, terwijl ze ook hard nodig waren voor de bescherming van Australië. Vanaf januari 1941 bracht Menzies vier maanden door in Groot-Brittannië om de oorlogsstrategie met andere Gemenebest-leiders te bespreken. Na terugkeer in eigen land ontdekte de premier dat hij nauwelijks steun meer had in zijn eigen partij. In augustus 1942 werd hij opgevolgd door Arthur Fadden als premier. Menzies stond op het punt de politiek te verlaten. Op het laatste moment werd hij overgehaald om de ministerspost voor de coördinatie van Defensie te vervullen.

### Oppositie
De regering van Fadden werd later dat jaar bij de verkiezingen verslagen door de Labor-partij en belandde in de oppositie. Menzies groeide in die tijd uit tot een populair politicus, met name bij de bevolking op het platteland, door zijn frequente radio-optredens. In 1943 volgde Menzies Fadden op als partijleider. Samen met verschillende oppositiepartijen vormde hij in 1945 een nieuwe partij, de Liberal Party of Australia. Premier Curtin overleed in 1945 en werd opgevolgd door Ben Chifley. De verkiezingen een jaar later werden nog gewonnen door Chifley, maar drie jaar later grepen de Liberalen de macht. De groeiende vrees voor het communisme dreef de kiezer richting Menzies. Hij keerde terug als premier.

### Tweede termijn als premier

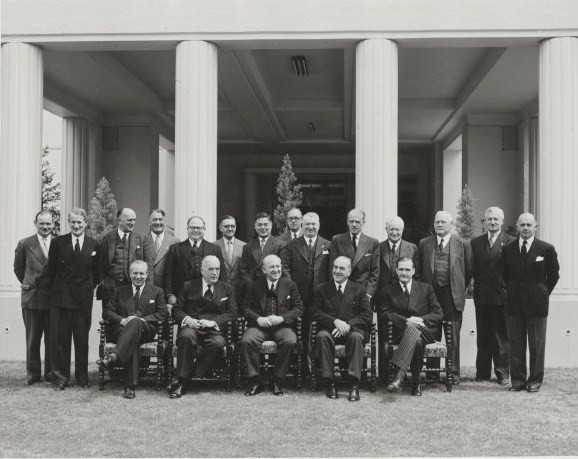
Kabinet-Menzies in 1951 (Menzies zit als tweede van links)

Als premier stelde hij in 1951 voor om de Communistische Partij van Australië te verbieden. Het voorstel werd aangenomen door het parlement, maar door het Hooggerechtshof verworpen als ongrondwettelijk. In 1951 stuurde zijn regering militairen naar Korea. De verkiezingen van 1954 werden met gemak gewonnen door Menzies. In diezelfde periode splitste een aantal parlementariërs zich af van de Labor-partij en vormden de Democratic Labor Party. Met hun steun verstevigde Menzies in de jaren daarna zijn positie. Ook profiteerde de AUP van de economie die in de jaren vijftig hard begon te groeien. Menzies steunde Frankrijk en Groot-Brittannië na de invasie tijdens de Suezcrisis. Zijn bezoek aan de Egyptische dictator Gamal Abdel Nasser vestigde zijn positie als internationaal staatsman.
Aan het begin van de jaren zestig raakte de economie in het slop. De verkiezingen van 1961 werden nog net gewonnen. De verkiezingen twee jaar later waren wel weer zeer succesvol voor de UAP, mede doordat zij goed gebruikmaakte van het nieuwe medium televisie. In 1965 besloot de Australische regering om troepen naar Vietnam te sturen. Op dat moment kon die actie rekenen op veel steun van de bevolking, maar voor Menzies' opvolgers zou het vooral problemen opleveren. In 1966 trad hij af als premier en trok zich terug uit de politiek. Daarna was hij nog vijf jaar hoofd van de Universiteit van Melbourne.
- Australian Dictionary of Biography: menzies-sir-robert-gordon-bob-11111
- Bibsys: 90841303
- Bibliothèque nationale de France: cb12167650r (data)
- CiNii: DA09569111
- Gemeinsame Normdatei: 11920794X
- International Standard Name Identifier: 0000 0000 8139 7329
- Library of Congress Control Number: n50037092
- National Archives and Records Administration: 10583138
- Nationale Bibliotheek van Israël: 987007272208705171
- Nationale Bibliotheek van Polen: a0000001875823
- Nederlandse Thesaurus van Auteursnamen: 070779643
- Réseau des bibliothèques de Suisse occidentale: 02-A003584562
- LIBRIS: 231791
- SNAC: w6cg01w4
- Système universitaire de documentation: 030213088
- Museum of New Zealand Te Papa Tongarewa: 37617
- Trove: 505426
- Virtual International Authority File: 59889298
- WorldCat: E39PCjr7bk977CcRjyHMPDCjVK